# Talat Altunbey
Talat Alp Altunbey (Adana, 5 maggio 1994) è un cestista turco.